# Andreaskirche (Döllach)

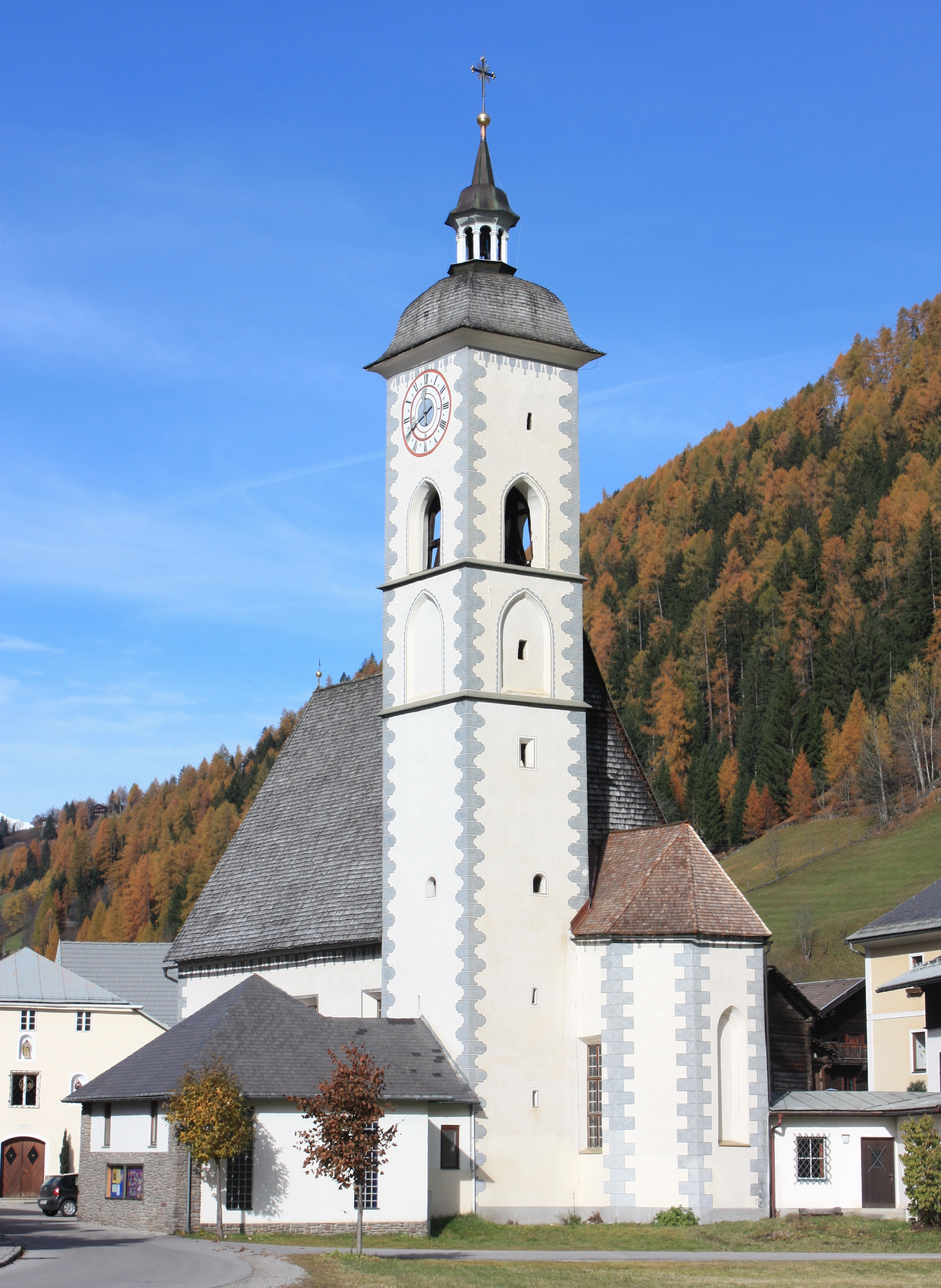

Die römisch-katholische Andreaskirche Döllach in der Gemeinde Großkirchheim ist eine Filialkirche der Pfarre Sagritz. Sie wurde 1389 erstmals urkundlich erwähnt.

## Baubeschreibung
Das Gotteshaus ist ein spätgotischer Bau. Die ursprünglich spitzbogigen Fester wurden im Barock durch rechteckige Fenster ersetzt. Der südlich an den Chor angebaute Turm mit drei Schallgeschoßen wird von einer Biedermeierhaube bekrönt. Eine Glocke goss 1738 Josef Grassmayr. Die Kirchenportale aus Serpentin weisen Rundstabprofilierungen auf. Das einschiffige Langhaus ist flach gedeckt. Das Deckengemälde zu Ehren des Bischofs Kahn entstand 1915. Die Westempore ist zweigeschoßig. Die Orgel mit barockisierendem Gehäuse wurde 1988 von der Firma Rieger in die Brüstung der Empore eingebaut. Ein spitzbogiger Triumphbogen verbindet das Langhaus und den zweijochigen Chor mit Dreiachtelschluss. Im Chor aus dem 15. Jahrhundert erhebt sich ein Netzrippengewölbe auf Konsolen. Die Fresken im Chor wurden 1983 freigelegt. Dargestellt sind auf der linken Seite der Tod und die Krönung Mariens, auf der rechten Seite Heilige. Das Chorgewölbe ist mit Ranken bemalt. Von der Chorsüdwand führt eine profilierte Spitzbogenöffnung in den Turm. Der Zugang zur Sakristei befindet sich in der Chornordwand.

## Einrichtung

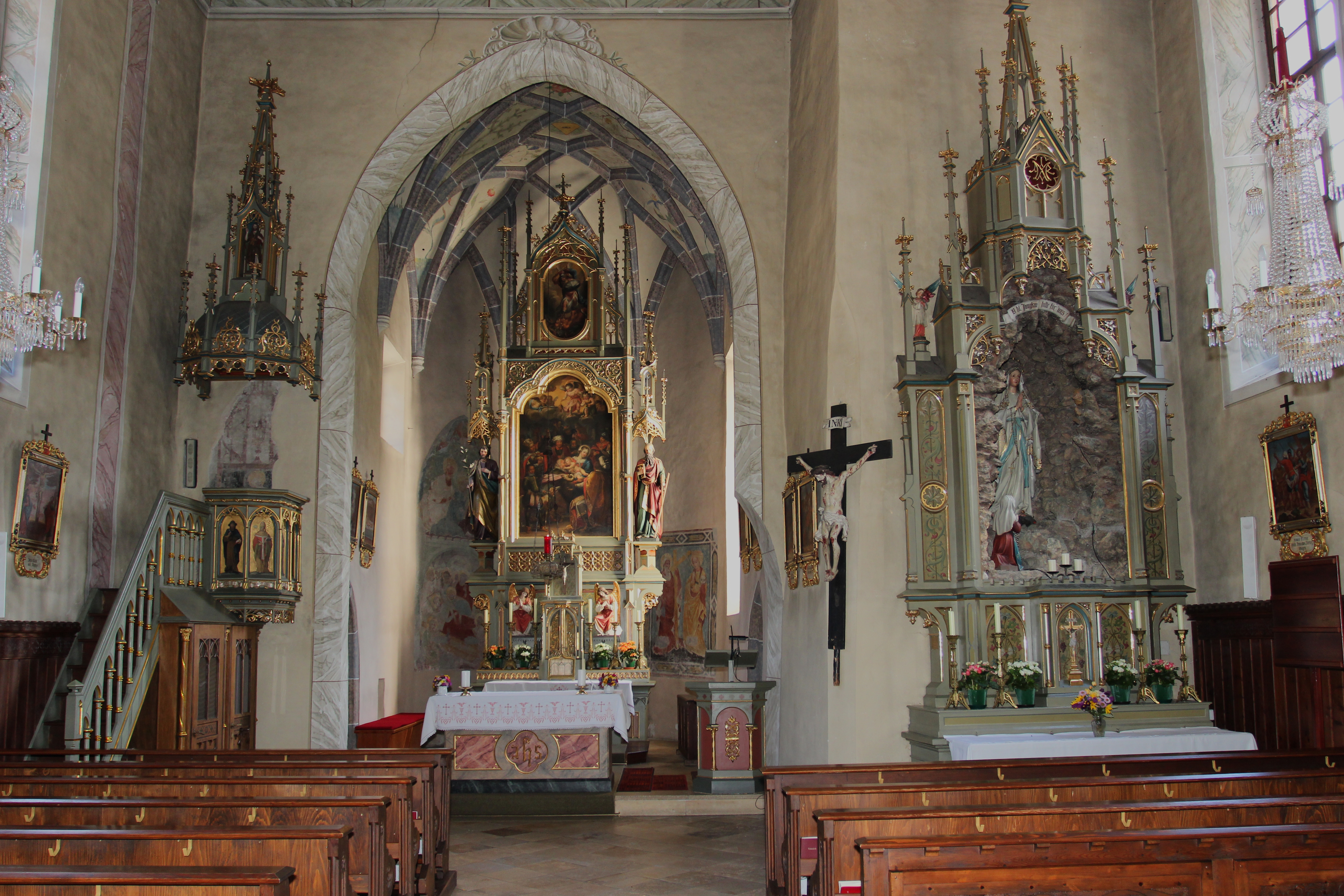
Innenansicht

Den Hochaltar, den Seitenaltar und die Kanzel schuf Johann Rotschopf. Der dreigeschoßige, neugotische Hochaltar von 1904 zeigt im historistischen Mittelbild die Anbetung der Könige im Stil der italienischen Renaissance und im Oberbild den Kampf des Erzengels Michael mit dem Satan. Seitlich stehen in Baldachinnischen die polychromierten Statuen des Apostels Andreas und des heiligen Josef. Im Seitenaltar (von 1902) ist eine Lourdesgrotte eingearbeitet. An der Kanzel von 1906 sind die Gemälde der vier lateinischen Kirchenväter zu sehen.
Zur weiteren Ausstattung der Kirche zählen ein Kruzifix, eine Pietà, eine Schutzengelgruppe sowie Kreuzwegbilder.